# Volksbank Minden
Die Volksbank Minden eG war eine Genossenschaftsbank in der ostwestfälischen Stadt Minden. Sie war neben der Volksbank Mindener Land das kleinere Institut von zwei Volksbanken im Altkreis Minden und war ehemals dem Gebiet der Stadt Minden angegliedert. Mit einem Bilanzvolumen von 225 Millionen Euro gehörte sie zu den kleineren Banken im Kreisgebiet.

## Geschäft
Die Bank betrieb in sieben Geschäftsstellen sowohl Privatkunden- als auch Firmenkundengeschäft. Schwerpunkt des Geschäfts war das Einlagen- und Kreditgeschäft. Daneben erwirtschaftete die Bank ein Provisionsergebnis hauptsächlich durch den Verkauf der Produkte der Verbundgesellschaften.

## Geschichte
Im Jahr 2010 fusionierte die Volksbank Eisbergen eG mit der Volksbank Minden eG und damit ging das Gebiet der Volksbank Minden das erste Mal über den klassischen Bereich der Stadt Minden hinaus.  Anfang 2017 wurde die Fusion mit der Volksbank Paderborn-Höxter-Detmold eG zur VerbundVolksbank OWL eG beschlossen, die rückwirkend zum 1. Januar 2017 entstand. Die ehemalige Volksbank Minden wird als Volksbank Minden Zweigniederlassung der VerbundVolksbank OWL eG weiter geführt.

## Filialgebiet
Das Filialgebiet umfasste den Bereich der Stadt Minden. Durch die Ausweitung des Filialgebietes auf den Stadtteil Eisbergen der Stadt Porta Westfalica kam im Süden noch ein weiterer Teil des alten Kreisgebiets hinzu.

## Gebäude
Der Sitz der Volksbank Minden befand sich in der Poststraße 4 in der Innenstadt von Minden, heute ist dort das „BeratungsCenter Minden“ der VerbundVolksbank OWL eG untergebracht. Das Bankgebäude wurde um 1860/1870 errichtet und steht seit 1984 unter Denkmalschutz (Denkmallistennummer 134). Es handelt sich um einen dreigeschossigen, massiven Traufenbau von palazzoartigem Charakter mit spätklassizistischen Formen. Die Front ist fünf Achsen breit und weist einen dreiachsigen Mittelrisalit auf. Unter dem umlaufenden Konsolgesims am Fries des Mittelrisalits befinden sich leere Tondi, daneben Adler und gekrönte Schilde mit „W“, die für König Wilhelm I. von Preußen stehen.